# Yo te lo dije
"Yo Te Lo Dije" é uma canção do cantor colombiano J Balvin. A música foi lançada digitalmente em 24 de abril de 2012.

## Faixas
| Download digital |                 |         |  |
| N.º              | Título          | Duração |  |
| 1.               | "Yo Te Lo Dije" | 3:40    |  |

## Desempenho nas tabelas musicais
| Chart (2012–13)                                 | Maior posição |
| ----------------------------------------------- | ------------- |
| Colômbia (National-Report)                      | 1             |
| Estados Unidos (Billboard Latin Songs)          | 13            |
| Estados Unidos (Billboard Latin Pop Songs)      | 9             |
| Estados Unidos (Billboard Tropical Airplay)     | 4             |
| Estados Unidos (Billboard Latin Rhythm Airplay) | 2             |
| Romênia (Romanian Top 100)                      | 4             |
| Venezuela (Record Report)                       | 18            |

| Chart (2013)                                | Posição |
| ------------------------------------------- | ------- |
| Estados Unidos (Billboard Latin Songs)      | 45      |
| Estados Unidos (Billboard Latin Pop Songs)  | 43      |
| Estados Unidos (Billboard Tropical Airplay) | 22      |

## Vendas e certificações
| Região | Certificação       | Vendas/distribuição |
| --- | ------------------ | ------------------- |
| EUA (RIAA) | 2x Platina (Latin) | 120,000 ‡           |
| *vendas baseadas apenas na certificação ^distribuições baseadas apenas na certificação ‡dados de streaming baseados somente em certificação |                    |                     |